# Fernandezina ilheus
Fernandezina ilheus är en spindelart som beskrevs av Platnick, Grismado och Ramírez 1999. Fernandezina ilheus ingår i släktet Fernandezina och familjen Palpimanidae. Inga underarter finns listade i Catalogue of Life.